# Llorar (canción)
«Llorar» es el quinto sencillo del álbum ¿Con quién se queda el perro? y el primero de la edición deluxe, del dúo mexicano Jesse & Joy. Fue confirmada como quinto sencillo por los hermanos vía Twitter y lanzada a la venta mundialmente el 20 de octubre de 2012, a través de descarga digital.
Fue compuesta a manera de canción balada dentro del género pop latino, en la cual se habla de las crisis que se pueden ocasionar en una pareja por culpa de terceros. Fue utilizada como banda sonora de la telenovela Corona de Lágrimas.

## Antecedentes y composición
El tema fue escrito por los hermanos junto a la hija de Jesse, Hanna Huerta y Mario Domm. Sobre la participación de Hanna, Jesse comentó «Ella nos dio toda la idea de la canción. Es una personita muy musical. Lo hace como diversión y con gran naturalidad. Le sale de forma libre».
«Llorar» es una canción estilo balada, del género pop latino, en el ritmo se utilizó principalmente el piano. Líricamente, la canción narra la crisis entre una pareja, cuando un tercero entra en la relación.

## Presentaciones en vivo
El tema fue incluido en el setlist de su gira mundial "¿Con quién se queda el perro? Tour". En noviembre de 2012, presentan por primera vez el tema a dueto con Mario Domm de Camila en el Auditorio Nacional en la Ciudad de México. En febrero de 2013, interpretaron el tema en los Premio Lo Nuestro. El 15 de marzo de 2013 interpretan el tema en los estudios de Cadena Dial, en Barcelona, y el 20 de marzo lo interpretan en los estudios de la radio en Madrid. En abril de 2013 se presentan en los Premios Soberano en República Dominicana incluyendo el tema en su setlist.

## Video musical

### Desarrollo y lanzamiento
El vídeo del tema fue grabado en Michoacán, México, con localizaciones en las ruinas del Paricutín. Fue producido por David y Pedro Torres. Los protagonistas del vídeo son Sofia Sisniega, Jon-Michael Ecker, conocido por actuar en Popland! y Lisardo Guarinos, interpretando al tercero en discordia. El 22 de octubre de 2012 se sube a Youtube un lyric vídeo del sencillo.
Fue estrenado el 27 de enero de 2013 en el canal oficial en Youtube del dúo mexicano.

## Lista de canciones
- Descarga digital

| Llorar — Single |                            |          |  |
| N.º             | Título                     | Duración |  |
| 1.              | «Llorar» (feat Mario Domm) | 3:45     |  |

- Sencillo en CD

| — Sencillo en CD - Edición Deluxe |                            |          |  |
| N.º                               | Título                     | Duración |  |
| 1.                                | «Llorar» (feat Mario Domm) | 3:45     |  |

## Posicionamiento

### Semanales
| País           | Organismo       | Lista                  | Mejor posición |
| 2012/2013      | 2012/2013       | 2012/2013              | 2012/2013      |
| -------------- | --------------- | ---------------------- | -------------- |
| Estados Unidos | Billboard       | Latin Digital Songs    | 11             |
| Estados Unidos | Billboard       | Latin Pop Songs        | 4              |
| Estados Unidos | Billboard       | Hot Latin Songs        | 12             |
| Estados Unidos | Billboard       | Latin Airplay          | 9              |
| Estados Unidos | Monitor Latino  | Top 20 AC/Pop          | 12             |
| México         | Monitor Latino  | Top Pop                | 1              |
| México         | Monitor Latino  | Top General            | 9              |
| México         | Billboard       | México Español Airplay | 1              |
| México         | América Top 100 | México Top 100         | 1              |

### Anuales
| País   | Chart          | Lista           | Mejor posición |
| 2013   | 2013           | 2013            | 2013           |
| ------ | -------------- | --------------- | -------------- |
| México | Monitor Latino | Top 100 General | 19             |

### Sucesión en listas
| Anterior: «Don't you worry child» de Swedish House Mafia ft. John Martin | México Airplay — Sencillo N.º 1 09 de marzo de 2013 — 16 de marzo de 2013 | Siguiente: «Locked out of heaven» de Bruno Mars |

## Premios y nominaciones
A continuación, una lista con algunas de las candidaturas que obtuvo la canción:
| Año  | Ceremonia                 | Categoría               | Resultado | Ref.   |
| ---- | ------------------------- | ----------------------- | --------- | ------ |
| 2013 | Premios Juventud          | La combinación perfecta | Ganadores | [ 25 ] |
| 2013 | Premios Juventud          | Canción corta-venas     | Ganadores | [ 25 ] |
| 2013 | Premios Juventud          | Mejor tema novelero     | Nominados | [ 25 ] |
| 2013 | MTV Millennial Awards     | Hit chile del año       | Nominados | [ 26 ] |
| 2013 | Kids Choice Awards México | Canción favorita        | Nominados | [ 27 ] |
| 2013 | Grammy Latinos            | Canción del año         | Nominados | [ 28 ] |
| 2013 | Premios Tu Mundo          | Mejor video musical     | Nominados | [ 29 ] |
| 2014 | Premio Lo Nuestro         | Canción del año         | Nominados | [ 30 ] |

## Adaptaciones
- Al igual que sucedió con la canción ¡Corre!, Llorar fue adaptada para el idioma portugués ahora por el grupo sertanejo brasileño Bruno e Marrone con el título de Chorar, de igual manera tal como sucedió con la anterior, también fue utilizada como tema para la serie ¿Qué culpa tiene Fatmagül? en ese país.[31]